# Ferrata delle Trincee

La ferrata delle Trincee è una delle vie ferrate della provincia di Belluno più frequentate delle Dolomiti.
Essa percorre il crinale antistante al massiccio della Marmolada, dalla Porta Vescovo (2565 m s.l.m.), a La Mesola fino al suggestivo crinale roccioso delle Crepes de Padon, terminando sul massiccio de La Mesolina (2642 m s.l.m.).

## Descrizione della via

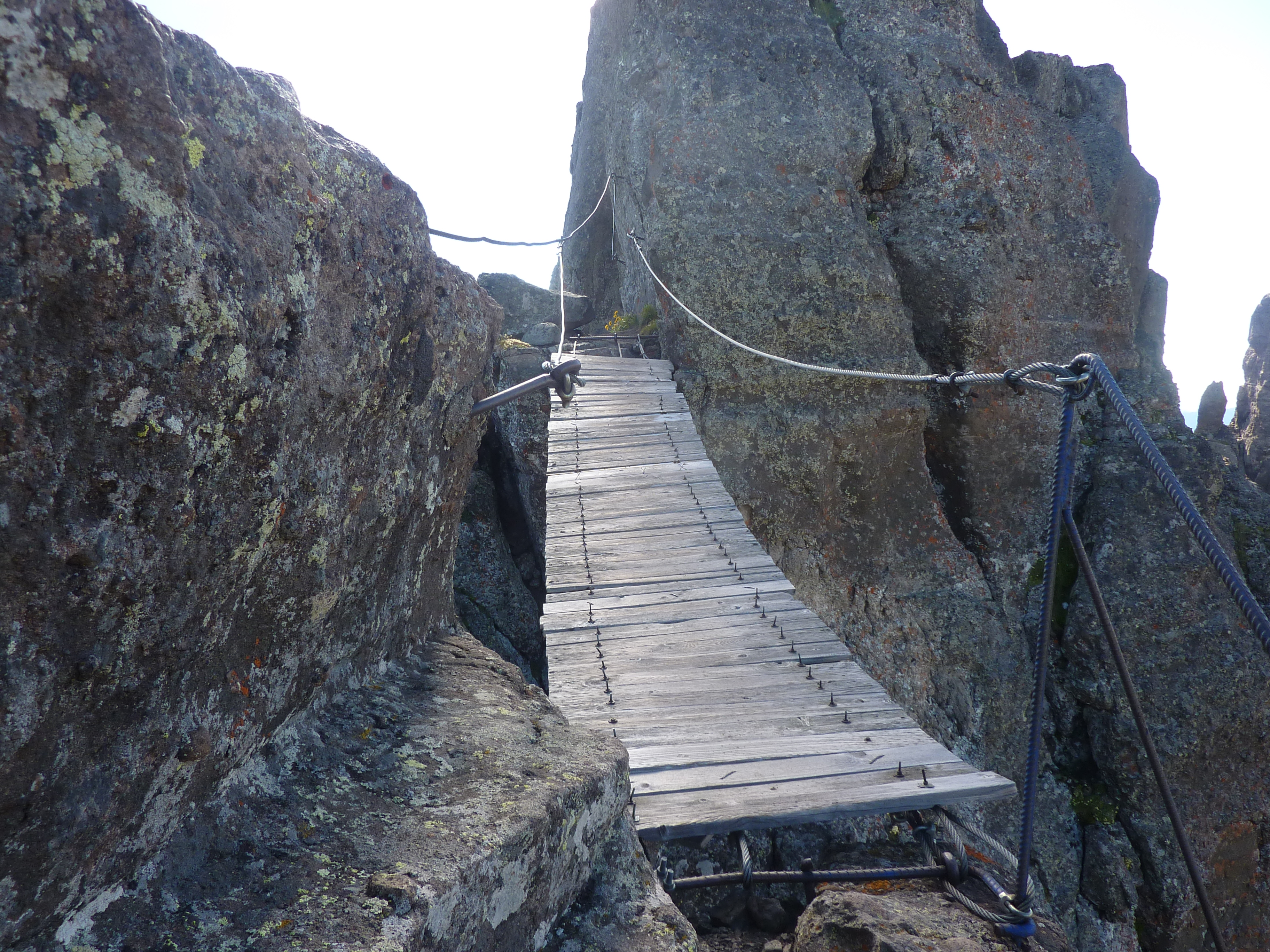
Ponte sospeso lungo la via ferrata

L'attacco alla via ferrata è facilmente raggiungibile attraverso gli impianti di Porta Vescovo da Arabba, o per il comodo segnavia 698 dal passo Fedaia (circa 1 ora) o ancora da passo Pordoi lungo il suggestivo sentiero del Viel del Pan (circa 2 ore). 
Il primo tratto della ferrata, che sale quasi verticalmente sulla parete ovest de La Mesola, è sconsigliato ai meno esperti. Dopo circa 20-25 minuti di salita quasi verticale infatti, si prosegue solo poi con maggiore facilità fino alla sommità della vetta ai 2727 m. La discesa sul versante opposto è più facile, con qualche passaggio esposto (tra gli altri un piccolo ponte sospeso) in cui si è sempre assicurati con una fune. La difficoltà va via via attenuandosi fino ad arrivare al bivio che, con un sentiero sulla destra, ritorna con facilità al punto di partenza.
La continuazione naturale della ferrata invece, visto il nome, continua fino ai tunnel costruiti durante la prima guerra mondiale lungo le creste del Padon. Con alcuni tratti attrezzati e ancora ben esposti, seguendo le indicazioni verso il bivacco Bontadini, si attraversano alcune postazioni di guerra ancora ben visibili (muri in mattoni, travi) fino ad arrivare alle famose gallerie. Dopo circa un'ora e muniti di una torcia elettrica (assolutamente indispensabile), e dopo aver superato un primo breve tunnel, si giunge infatti nel tunnel principale del complesso lungo circa 300 metri. Sono presenti delle brevi gallerie laterali, delle scalette in pietra costruite dai soldati e delle finestre scavate nella roccia con viste sulla Marmolada e sul lago di Fedaia. Percorso il tunnel si sbuca infine all'aperto presso il bivacco Bontadini. Da qui si può guadagnare in una decina di minuti la vetta della Mesolina (2642 m s.l.m.) o scendere direttamente in 15 minuti al rifugio Padon, nei pressi degli impianti di funivia che salgono da Arabba e da Capanna Bill.

## Storia
Durante la prima guerra mondiale la zona attraversata ora dalla ferrata, fu oggetto di combattimenti violenti anche a quota elevata tra l'esercito austro-ungarico e quello italiano.